# Česká středoškolská unie
Česká středoškolská unie, z. s. (zkratka ČSU) je nezávislým spolkem žáků středních škol. Tvoří ji dobrovolně sdružení zástupci samosprávných orgánů žáků, tedy žákovských parlamentů, rad, senátů a podobně pojmenovaných těles působících na středních školách ve smyslu § 21 odst. 1 písm. d) školského zákona. ČSU je členem evropské platformy středoškolských unií OBESSU. Spolupracuje také se Studentskou komorou Rady vysokých škol, Stálou konferencí asociací ve vzdělávání (SKAV) či obecně prospěšnou společností EDUin.

## Historie
Česká středoškolská unie vznikla 12. března 2013 z iniciativy aktivních středoškoláků zastupujících žákovské samosprávy. Ti volali po změnách českého vzdělávacího systému, posilování občanské angažovanosti a občanského vzdělávání, podpoře všeobecného vzdělávání s důrazem na roli kritického myšlení, jakož i po vytvoření reprezentativní žákovské platformy, která by organizovaně a aktivně prosazovala jejich názory a hájila jejich práva a zájmy na lokální, celostátní i mezinárodní úrovni. Za zakladatele spolku jsou považováni Filip Jelínek, Jan Papajanovský a Sebastian Schupke.

## Členství a struktura
Členská základna sestává z demokraticky volených delegátů žákovských samospráv na středních školách (žákovské parlamenty, rady apod.) a dalších aktivních středoškoláků. Členem unie se může stát každý žák gymnázia, střední odborné školy nebo středního odborného učiliště, který dovršil 15 let. Hlasovací právo je však podmíněno pověřením žákovskou samosprávou (člen se stává delegátem), která se řídí demokratickými principy.
Nejvyšším orgánem České středoškolské unie je republikový sněm, na kterém delegáti rozhodují o všech zásadních otázkách směřování spolku a volí jeho další orgány. Tvoří jej zástupci studentských samospráv (delegáti), každý má jeden hlas. Dlouhodobou kontinuitu fungování organizace zajišťuje kontrolní a rozhodčí orgán, kterým je dozorčí rada. Statutárním a výkonným orgánem je předsednictvo, které sestává z předsedy, dvou místopředsedů spolku a dvou dalších členů předsednictva.

## Cíle
Posláním České středoškolské unie je zastřešovat, aktivně prosazovat a hájit názory, zájmy a potřeby žáků středních škol na místní, regionální, celostátní i mezinárodní/evropské úrovni (skrze sdružení OBESSU) a rozvíjet liberálně demokratické hodnoty ve společnosti. Unie od svého vzniku usiluje o změny českého vzdělávacího systému, a to mimo jiné v těchto oblastech:
- aktivní zapojení středoškoláků do rozhodování o jejich vzdělávání a školách;
- samosprávné orgány žáků (žákovské parlamenty, rady apod.);
- všeobecné vzdělávání a kritické myšlení;
- inovativní metody a pestrost ve výuce a obecně ve vzdělávání;

## Kampaň Revoluce na střední

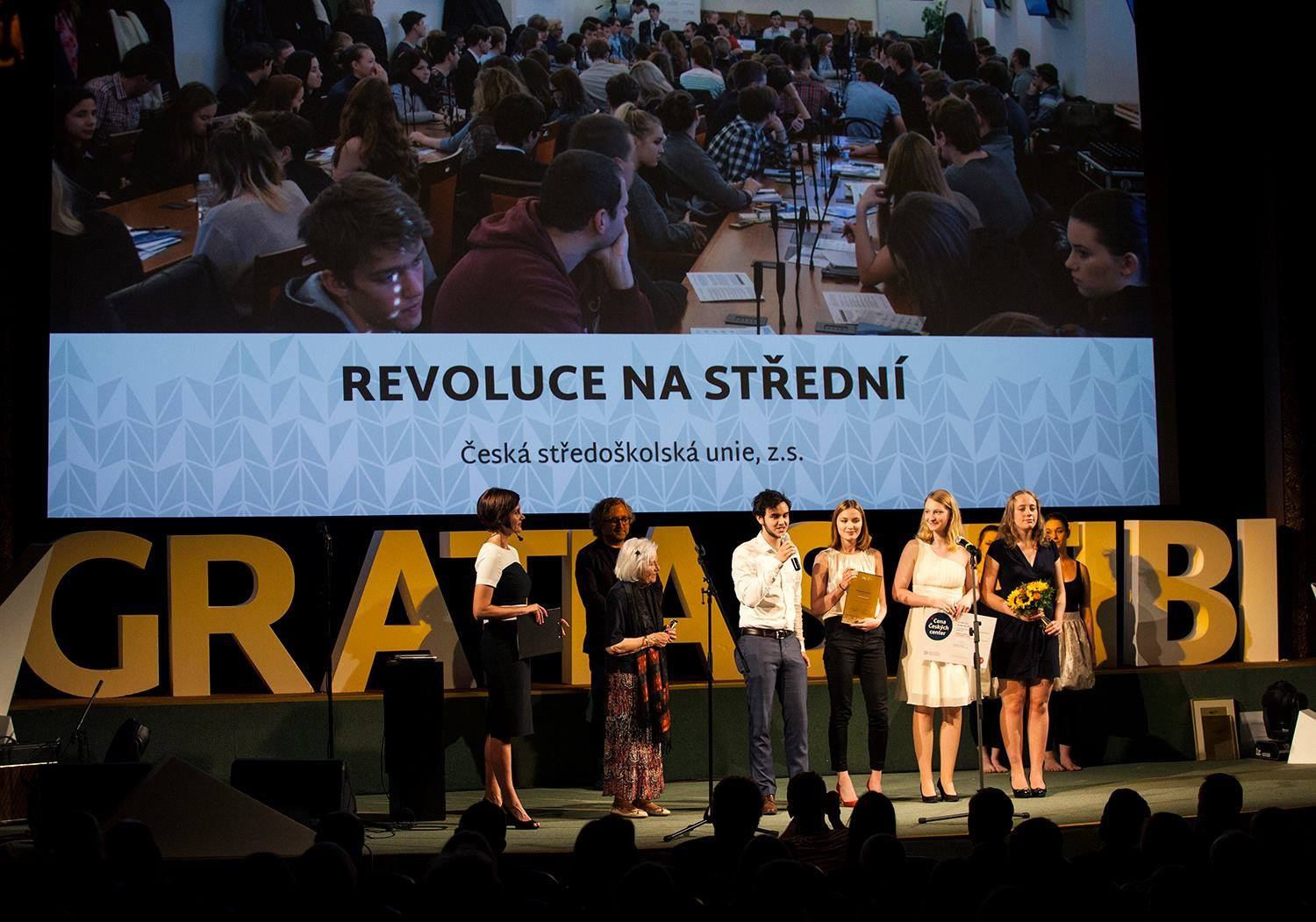
Předávání ceny Gratias Tibi za kampaň Revoluce na střední.

V roce 2016 Česká středoškolská unie zahájila kampaň Revoluce na střední, která byla schválena na IX. republikovém sněmu a představena předsedou Štěpánem Kmentem a tehdejší 1. místopředsedkyní Lenkou Štěpánovou na souběžné tiskové konferenci. Té se účastnili mimo jiné i zástupci rodičů, učitelů, neziskového sektoru nebo ministerstvo školství. Spolek v kampani prosazuje vzdělávání zaměřené na žáka (student-centered learning), pedagogickou teorii konstruktivismu nebo humanistické vzdělávání. Pro dosažení konceptů Revoluce na střední bylo vytyčeno 9 konkrétních kroků, které unie navrhuje, a sice:
1. Posílení žákovských samospráv (podpora demokratizace škol),
2. Důraz na kvalitu učitele,
3. Důraz na metodickou pestrost ve výuce,
4. Snížení maximálního počtu žáků ve třídě na 24,
5. Zvýšení odměn za praxe a jejich kvalita,
6. Větší volitelnost vyučovaných předmětů,
7. Uznání jazykového certifikátu u státní maturity,
8. Odvolatelnost vůči kázeňským opatřením,
9. Apolitické jmenování ředitelů škol.

Kampaň si získala pozornost v médiích. Tehdejší předseda unie o kampani hovořil jako o změně v komunikaci, v níž jsou středoškoláci připraveni diskutovat o podobě výuky, nebo jako o kultivaci dialogu mezi aktéry ve vzdělávání. Server Aktuálně.cz v rozhovoru s další, tehdy nově zvolenou předsedkyní o kampani mj. píše: "...místo naštvaného protestu nabízejí (středoškoláci) konstruktivní řešení, jak změnit české školství, aby odpovídalo požadavkům 21. století." Revoluce na střední v roce 2017 vyhrála cenu Gratias Tibi organizace Člověk v tísni.

## Dotazník k distanční výuce
Koncem roku 2020 Česká středoškolská unie prováděla dotazníkové šetření ohledně kvality distanční výuky na středních školách a víceletých gymnáziích. Cílem tohoto šetření bylo odhalit a zmapovat silné a slabé stránky distanční výuky a porovnat změny v její kvalitě na jaře a na podzim roku 2020. Celkový počet respondentů, kteří přispěli svými zkušenostmi, dosahoval čísla 9 199, což posouvá toto dotazníkové šetření na první příčku nejúspěšnějších dotazníkových šetření ČSU.
Jednotlivé výsledky byly postupně zpracovány a na jejich základě byla sepsána zpráva z dotazníku, v níž ČSU zmiňuje hlavní problémy spojené s distančním vzděláváním a skrze tiskovou zprávu apeluje na Ministerstvo školství a ředitele jednotlivých škol, aby se této problematice věnovali.
Dle studentů se kvalita distanční výuky v porovnání s jarem sice zlepšila, stále má však spoustu nedostatků. Jako ty hlavní je možno uvést zhoršené psychické zdraví studentů způsobené absencí sociálního kontaktu, vysokou zátěž, nevyhovující online hodiny a vysoké nároky ze strany školy a učitelů. Nevyhovující je pro mnohé studenty také způsob testování a známkování, domácí prostředí a nedostatek motivace ke studiu. Studenti si na druhou stranu pochvalují například větší možnost vlastní organizace času a větší volnost.
ČSU na svých sociálních sítích a webu sdílela tipy a doporučení pro své sledující o tom, jak tuto těžkou situaci psychicky zvládat, co dělat pro lepší organizaci vlastního času, na koho se případně obrátit a ve spolupráci s Českou obcí sokolskou sdílela i videa například o tom, jak správně cvičit vzhledem k nedostatku pohybu.
„Vypadá to, že v distanční výuce ještě nějakou chvíli zůstaneme. Proto si myslíme, že je důležité, aby se ministerstvo zajímalo o názory studentů a jejich potřeby. Metodická doporučení nesou velmi dobré myšlenky, v praxi se ale nedodržují a studenti i pedagogové jsou tak mnohdy vystaveni zbytečnému stresu a vzdělávání pro ně není komfortní. ČSU již kroky k lepší distanční výuce podniká, vše ale sami změnit nezvládneme; proto se obracíme na MŠMT pro pomoc,” shrnul celou situaci Ondřej Nováček, tehdejší první místopředseda ČSU.

## Kampaň Hlásíme se o slovo!

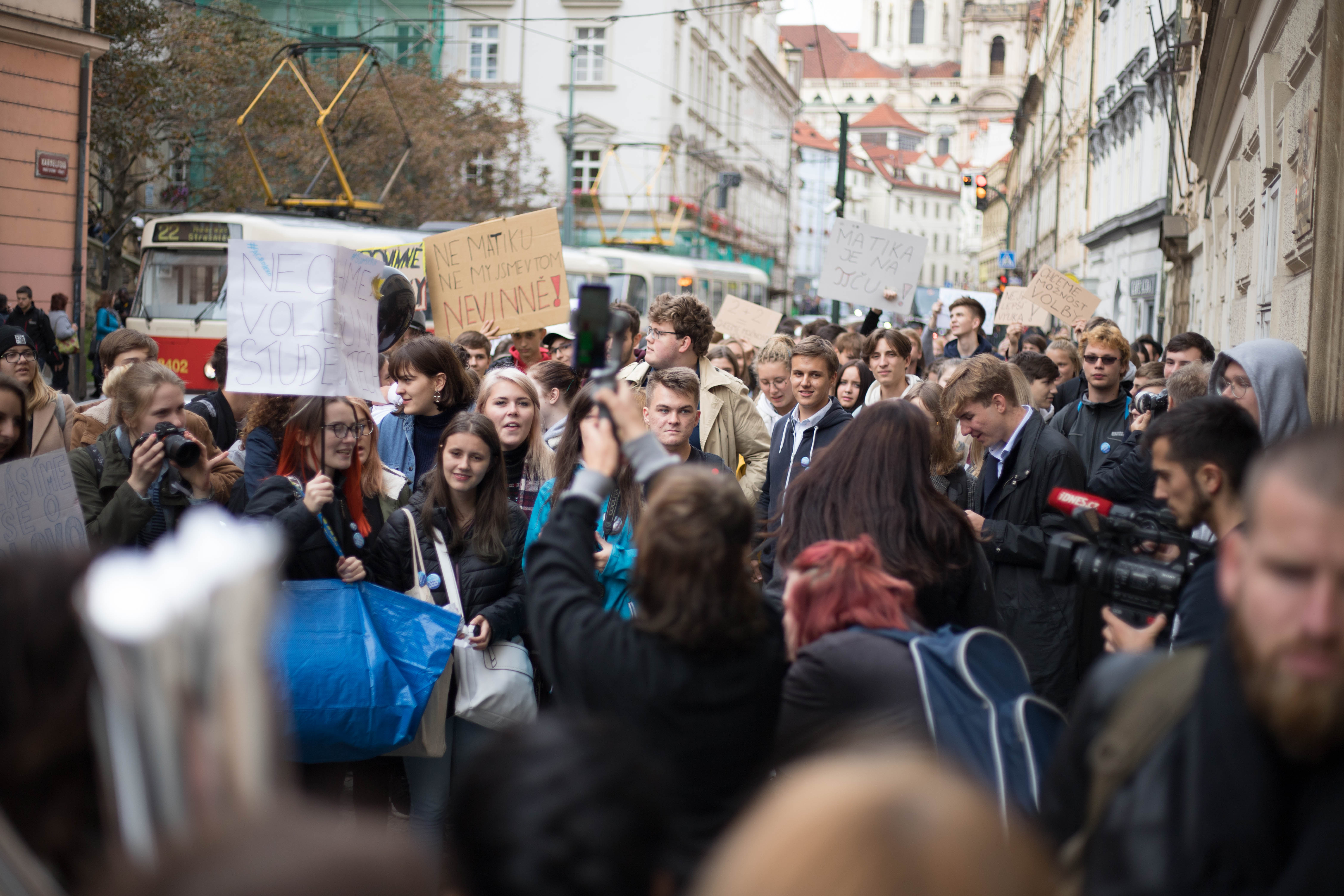
Studenti před budovou ministerstva školství

Středoškoláci od začátku uveřejnění plánu na zavedení matematiky jako povinného předmětu společné části maturitní zkoušky toto rozhodnutí kritizují. Poukazují přitom na nepříznivý vývoj v počtu propadlíků v současné volitelné podobě a předpovídají, že by při zavedení mohlo dojít k více případům selhání zkoušky. Unie kritizovala rovněž vliv Svazu průmyslu a dopravy na rozhodování ministerstva v celé věci, a to jako součást jejich kampaně za získání více kvalifikovaných zájemců o technické obory. Zavedení zkoušky jako povinné podmiňují zástupci spolku změnou výuky tohoto předmětu. V květnu 2017 se Unie opětovně ohradila vůči tvrzením tehdejší ministryně školství Valachové a ředitele Cermatu Jiřího Zíky, že ve výsledcích maturitní zkoušky došlo ke zlepšení. Na tiskové konferenci pro ČT zástupci Unie uvedli, že neúspěšnost je stále velmi vysoká, a to i přesto, že počet studentů, kteří si dobrovolně vybírají matematiku jako maturitní předmět, rok od roku klesá.
Jak Marcel Chládek, tak Kateřina Valachová, ministři školství během iniciativy spolku, odmítli povinnou maturitu z matematiky zrušit.
S prvním školním dnem v září 2019 Česká středoškolská unie odstartovala kampaň Hlásíme se o slovo!, která vyjadřovala nesouhlas Unie se zavedením povinné maturity z matematiky. Prvního října byla uspořádána tisková konference, kde byla kampaň představena a zároveň podpořena odborníky, a to jmenovitě Tomášem Hazlbauerem, Oldřichem Botlíkem a Pavlem Beránkem. Tiskovou konferenci pak členové spolku ukončili před budovou Ministerstva školství, kde zapálili svíčky za studenty, kteří u maturity z matematiky neuspěli a za ty, kteří by vinou zavedení povinné maturity z matematiky u maturit neobstáli.
Celá kampaň byla zakončena 4. října hromadným protestem na Malostranském náměstí. Zástup studentů se během něj vydal k ministerstvu školství, kde Viktor René Schilke, předseda ČSU, předal petici proti zavedení povinné maturity z matematiky státnímu tajemníkovi. Dav se pak odebral zpátky na náměstí, kde si vyslechli projevy hostů, mezi něž patřila například i Taťána Fisherová. Ačkoli se sám ministr školství Robert Plaga akce zúčastnit nemohl, protest podpořil.
V první polovině listopadu doputoval návrh do garančního výboru, který poslancům doporučoval návrh schválit nebo schválit pozměněný návrh, který pouze maturitu z matematiky posouval o dva roky. Protože před třetím čtením byly tři různé možnosti (schválení; neschválení; posunutí o 2 roky), ČSU se rozhodla uspořádat dopisovou akci. Učitelé, studenti i jejich rodiče posílali zákonodárcům dopisy, ve kterých vysvětlovali svůj názor na povinnou maturitu z matematiky či argumenty, proč by k jejímu zavedení nemělo dojít. Celkem bylo odesláno kolem 300 dopisů, které mohly být důvodem změny názoru některých poslanců.
Dne 6. 5. 2020 na 45. schůzi byl návrh schválen a k zavedení povinné maturity tak nedošlo.  

## Činnost
Česká středoškolská unie se aktivně zapojuje do ovlivňování vzdělávací politiky a politiky mládeže. Setkává se se zástupci Ministerstva školství, mládeže a tělovýchovy, komunikuje s poslanci a senátory zaměřenými na vzdělávací politiku a rovněž s politiky v jednotlivých krajích. Zapojuje se i do veřejné debaty a diskuzí s neziskovými organizacemi. Svá stanoviska pravidelně prezentuje v médiích.
Kromě své politické činnosti spolek vyvíjí i řadu jiných aktivit.

### Republikové sněmy
Dvakrát ročně Česká středoškolská unie pořádá republikový sněm, jehož se kromě delegátů žákovských samospráv účastní další členové i aktivní středoškoláci. Účastníci zde mohou debatovat o problémech středního školství, konfrontovat své názory se zástupci státu i neziskového sektoru a zároveň sdílet své pozitivní zkušenosti s vlastními středoškolskými projekty, fungováním žákovských samospráv, a inspirovat tak ostatní k vlastní aktivní činnosti.

### Znovuzavedení dílen a pozemků na základních školách
Na plán, který byl 20. února 2018 představen českým předsedou vlády v demisi, Andrejem Babišem, který měl v úmyslu opětovné zavedení pozemků a dílen (tj. vyučovací hodiny věnované výuce manuálních prací) do osnov výuky na základních školách, reagovala Unie kritikou. Argumenty středoškoláků proti plánu vlády, které uvedla jejich tehdejší předsedkyně Lenka Štěpánová, jsou doložené ohrožení profesí založených na manuální práci z důvodu automatizace, problém špatné spolupráce středních odborných škol a učilišť se zaměstnavateli a z toho plynoucí špatná kvalita středoškolských praxí, stejně jako absence studií, které by přínosnost pozemků a dílen podporovaly.

### Středoškolský sněm hl. m. Prahy
Středoškolský sněm hl. m. Prahy založila středoškolská unie ve spolupráci s pražským Magistrátem a radní pro školství Irenou Ropkovou (ČSSD) jakožto poradní orgán města tvořený zástupci studentských rad z pražských středních škol. První zasedání proběhlo 16. listopadu 2017 v Brožíkově síni Staroměstské radnice ku příležitosti svátku Dne boje za svobodu a demokracii a Mezinárodního dne studentstva. Podle tehdejší předsedkyně Unie Lenky Štěpánové je cílem projektu "aktivizovat studentské rady, podporovat je v jejich činnosti a rovněž přesvědčit širokou veřejnost i ředitele jednotlivých škol, že participace studentů má hlubší smysl a jejich role je pro demokracii naprosto zásadní." Jedním z největších úspěchů bylo přidání kuchařkám ze školních jídelen 100 000 000 z rozpočtu na výzvu z usnesení sněmu.[zdroj?] Po dvou letech fungovaní se sněm od ČSU odpojil a nyní již funguje autonomně.

### Fond pro samosprávy
V roce 2017 spustila Česká středoškolská unie ve spolupráci s Magistrátem hl. m. Prahy projekt s názvem Fond pro samosprávy. V rámci něj rozdělovala ČSU grant svěřený pražským Magistrátem mezi studentské samosprávy. Ty mohly dostat příspěvek až 3000 Kč na své akce. Projekt podporoval pouze studentské samosprávy na území hlavního města, Česká středoškolská unie ho nicméně dle svých slov plánuje rozšířit i do dalších měst České republiky. Aktuálně je projekt pozastaven

### Školský ombudsman
Česká středoškolská unie od vzniku funkce školského ombudsmana kritizovala výběr prvního ombudsmana Eduarda Zemana dosazeného do funkce Marcelem Chládkem, tehdejším ministrem školství. Jeho dosazení hodnotila jako netransparentní a politicky motivovaný. Funkci jako takovou ovšem podporuje.
K vyvrcholení kritiky Eduarda Zemana došlo v roce 2016, kdy unie v souvislosti s případem šikany učitele kritizovala Zemana za nečinnost a "neviditelnost". Tématu se chopila i bulvární média a kritiku školského ombudsmana rozšířila. Ministryně školství, v té době Kateřina Valachová, na ohlasy reagovala odvoláním Zemana a jeho nahrazením organizátorem soutěže Zlatý Ámos Ladislavem Hrzalem.

### Dělení výuky matematiky do skupin
V rámci protestu proti povinné maturitě z matematiky dosáhl spolek dílčího úspěchu, a sice větší individualizace výuky. Součástí novely financování regionálního školství jsou totiž prostředky pro dělení tříd, jaké je běžné například u cizích jazyků. Tehdejší předseda Štěpán Kment tento krok označil jako cestu k přizpůsobení tempa výuky žákům a většímu prostoru na vysvětlování žákovských dotazů.

### Kampaň Odtajni učebnu
V reakci na novelu zákona o pedagogických pracovnících Unie v září roku 2016 iniciovala, aby součástí portfolia pro hodnocení učitele při přechodu do vyššího kariérního stupně bylo i žákovské hodnocení učitele. Podle tehdejšího předsedy Štěpána Kmenta unie poukazoval na to, že názory žáků na jejich vlastní vzdělávání většinou v diskuzi o výuce nejsou slyšet, a ve vzdělávací soustavě neexistují nástroje, jak měnící se kvalitu výuky u pedagoga za zavřenými dveřmi učebny měřit. V průběhu kampaně Unie kladla důraz na zjištění zahraničního pedagogického výzkumu a ve svém návrhu se inspirovala systémem žákovské zpětné vazby STeP ve Spojených státech, jehož vývoj na americké Vanderbilt University financovala Nadace Billa Gatese. Ve své iniciativě za zavádění zpětnovazebních dotazníků do výuky Unie akcentuje především důležitost správného metodického sestavení dotazníků, zahraniční inspiraci hledala i v Norsku.
Návrh narazil na negativní reakce ze strany ministerstva i poslanců ze školského výboru. Tehdejší ministryně Valachová návrh odmítla s tím, že "kariérní řád se týká profesního rozvoje učitelů, jejich platového ohodnocení a jejich nároků, které vyplývají ze zákoníku práce." Podobně reagovali i poslanci školského výboru na uzavřené schůzce kontaktní skupiny, kterou Unie svolala na začátku ledna roku 2017. Kariérní řád navrhovaný Valachovou nakonec sněmovnou vůbec neprošel.
Tehdejší předsedkyně Unie Lenka Štěpánová v rozhovoru o návrhu pro Rádio Junior řekla, že Unie udělala chybu v komunikaci. Média si podle ní převzala pouze zkratku a spojení žákovského hodnocení a platů učitelů a z debaty vymizel akcent na zaměření na kvalitu vzdělávání. Za návrhem na plošné zavedení žákovské zpětné vazby si podle ní Unie stále stojí.

### Víkend studentských samospráv
V únoru 2016 se na půdě pražského gymnázia sešlo přes 40 studentů z více než 20 středních škol z celé České republiky, aby pod křídly České středoškolské unie diskutovali o fungování rad, parlamentů a senátů. Událost spolek zacílil na výměnu dobré praxe účastníků a rozvoj jejich schopností a dovedností.
Unie Víkend studentských samospráv pořádá pravidelně každý rok.

### Zažij střední jinak
Součástí snahy rozpoutat diskusi o školství mezi středoškoláky Unie pořádala události zvané Zapoj se na střední. Ty se zaměřovaly vždy na určité téma týkající se středoškolského vzdělávání (např. kvalita výuky nebo praktické vyučování na odborných školách) a kombinovaly panelovou debatu odborníků s následnými workshopy.

### Otevřený dopis: středoškoláci nechtějí přijít o bufety
Začátkem března 2016 publikovala Česká středoškolská unie kampaň proti vyhlášce chystané Ministerstvem školství, mládeže a tělovýchovy, která mělo regulovat prodej až 80 % potravin, jež ministerstvo označilo za nezdravé. Spolek středoškoláků se vyhrazoval, že zákazem řeší ministerstvo problém nezdravého životního stylu u mladých lidí nekoncepčně a navrhoval omezení platnosti zákazu prodeje určených potravin jen na základní školy, finanční zvýhodnění zdravých alternativ oproti nezdravým potravinám a revizi vyhlášky o školním stravování tak, aby spotřební koš (seznam požadavků na jídla) jídelen odpovídal současným trendům zdravé výživy a školní obědy přispívaly ke zdravému životnímu stylu.
Ministerstvo školství nedlouho po zveřejnění dopisu aktualizovalo vyhlášku stanovující omezení prodeje, v rámci níž vyňalo střední školy a vyhovělo tak požadavkům unie.

### Ne dabingu: Učme se jinak
Brzy po svém vzniku unie realizovala projekt Ne dabingu: Učme se jinak. Jeho cílem bylo upozornit na problém nízké jazykové vybavenosti české populace a její korelaci s dabováním televizních pořadů a zároveň prosadit v co nejvyšší míře tzv. duální vysílání (přepínatelné vysílání v obou jazycích a s titulky).

### Vzorová samospráva
Česká středoškolská unie dále uskutečnila projekt Vzorová samospráva sestávající z několika workshopů pro zástupce žákovských samospráv. Jeho výstupem je brožura, která poskytuje rady pro žáky, jak na své škole založit a vést žákovský parlament.

### Další aktivity
Česká středoškolská unie uskutečňuje různé další debaty, soutěže či kulaté stoly.

## Financování
Spolek vede transparentní účet u Fio Banky a dobrovolně zveřejňuje výroční zprávy, jejichž součástí je i meziroční hospodaření. Největší příjmy tvoří získané dotace od ministerstva školství, krajů nebo granty nadací.